# Hannah Montana: la película
Hannah Montana: la película (en inglés Hannah Montana The Movie) es una película estadounidense de 2009, adaptación cinematográfica de la serie de televisión Hannah Montana. La filmación comenzó en abril de 2008; gran parte de la película se grabó en Tennessee.
La canción «The Climb», la cual se escucha por primera vez en la película, recibió una nominación a los Grammy como mejor canción escrita para una película, pero después fue descalificada porque en realidad no había sido escrita específicamente para la película.

## Sinopsis

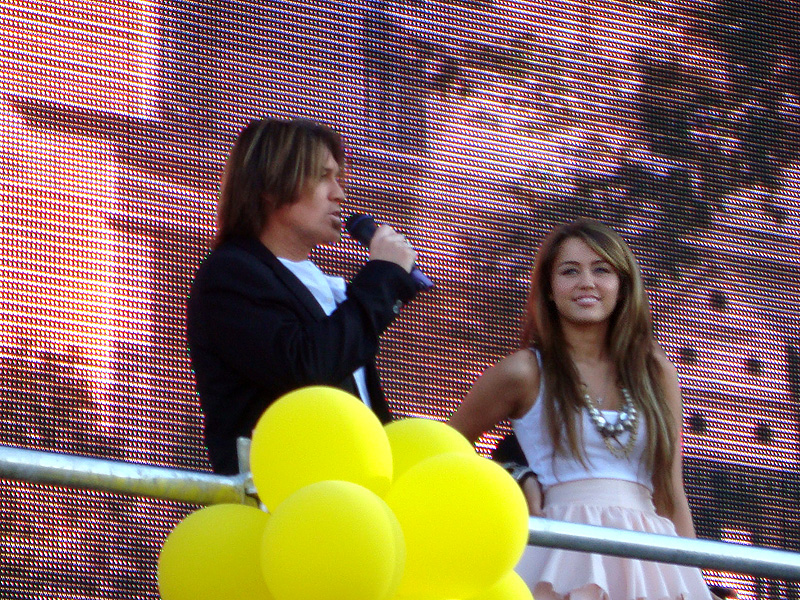
Miley Cyrus y Billy Ray Cyrus en la premier de Hannah Montana: La película en mayo en Madrid.

Desde hace tres años Miley Stewart ha tenido que mantener en secreto su doble vida de Hannah Montana, la estrella juvenil. Pero ahora la popularidad de Hannah le empieza a afectar a la vida de Miley.
La película empieza con el concierto de la gira Best of Both Worlds Tour de Hannah Montana, y Miley llega tarde, ahora ella y Lilly (su amiga) deberán entrar como puedan en el camerino para comenzar el concierto de Hannah Montana con la canción «Best Of Both Worlds». La escena cambia con la grabación del video de la nueva versión de esta canción, donde Oswald Granger, un reportero inglés, trata de escribir un artículo de Hannah para la revista donde trabaja. Pero en el momento justo, Vita, la nueva publicista de Hannah Montana, llega y saca a Oswald, debido a que él escribe artículos para arruinarle la vida a las celebridades. Accidentalmente, la cámara de Oswald se queda en el set de filmación y graba la conversación de Vita y Hannah acerca del secreto (que es Miley) pero no alcanza a oír cual es.
Como una chica normal, Miley va a la escuela donde inesperadamente Vita aparece y le menciona que ella será la nueva anfitriona de una ceremonia de premiación en Nueva York. Así que Miley sale de la escuela, prometiéndole a Lilly asistir a su fiesta de 16 años. Pero ve que la vida de Hannah es mucho mejor que la de Miley, y termina olvidando la fiesta de Lilly y que tenía que acompañar a Jackson (el hermano) al aeropuerto porque se va a estudiar a la Universidad en Tennessee. Miley como Hannah, trata de remediar esto y tiene una pelea con Tyra Banks por unos zapatos para Lilly, que al final no obtuvo.
De camino a la fiesta de Lilly, Vita y Hannah descubren que Oswald las está siguiendo, Hannah no tiene otra opción que ir a la fiesta de Lily. Ya en la fiesta, Hannah vuelve a ser el centro de atención y termina arruinándole a Lilly su fiesta, y piensa que cantando «Let's Get Crazy» la animará. Pero en realidad la decepcionó, y Lilly le revela Oswald acerca de los orígenes de Hannah Montana sin exponer el secreto de Miley.
Ahora Miley quiere ir a Nueva York para la ceremonia de premiación y no ir a la fiesta de cumpleaños de su abuela. El padre de Miley está preocupado por la conducta de su hija, y teme que la haya perdido. Así que la lleva a Tennessee engañándola, para que ella recuerde de dónde es y qué es lo más importante en la vida. Pero también durante su estancia en Crowley Corners, Tenesse, Miley deberá elegir si va a seguir siendo Hannah o no. Resignada a esta idea, Miley quiere que Hannah siga en su vida, pero con la ayuda de su amigo de la infancia, Travis Brody, se dará cuenta que la vida en el campo no es del todo aburrida.
Crowley Corners, el pueblo que vio crecer a Miley, está en peligro de ser demolido para ser un lujoso centro comercial, y ahora Miley deberá ayudar a su abuela, a Travis y a todo el pueblo para que no tenga ese destino. Haciendo colectas es la mejor forma de evitar que el pueblo sea destruido, donde Travis le propone a Miley que cante en vivo para la gente en el Meadows Hall. Ahí es la parte donde se interpreta la canción «Hoedown Throwdown», donde aparecen Oswald y el señor que quiere destruir al pueblo, y con el comentario que la única forma que el pueblo se salve es «Que los Beatles vengan a dar un concierto» hace que Travis les diga a todos que Miley y Hannah se conocen, y que ella haría un concierto que salvaría a Crowley Corners.
Es entonces cuando Hannah Montana personificada por Lilly y Vita, llegan a Crowley Corners para que el concierto se haga. Miley como Hannah tiene una conversación con Travis acerca de Miley, donde Travis tiene la idea de invitarla a una cita. Pero Lilly como Hannah le dice a Lorelai (vecina) que asistirá a la cena con el alcalde.
Miley deberá estar en dos lugares a la vez para que la cena con el alcalde y la cita con Travis sean un éxito. Así que Miley está de un lugar al otro siendo ella y Hannah. Pero de la peor manera Travis y una pequeña niña fan de Hannah Montana descubren su secreto mientras ella se quitaba la peluca. Travis enojado y confundido, le dice a Miley que eso no se le haría a una persona que estimas y que por eso no debía de decirle sobre lo que siente por ella.
En su melancolía, Miley escribe «Butterfly Fly Away», una canción que canta con su padre, donde cuenta la forma en que ha crecido con él. Miley repara el gallinero que estaba construyendo con Travis, y se prepara para el concierto. Su abuela está muy orgullosa de ella, y le da un collar de diamante de su madre para que se dé cuenta que lo que hace es muy bueno, y que su mamá estaría muy orgullosa de ella. Miley recibe el diamante y lo guarda en el vestuario de Hannah para que la acompañe en todos sus conciertos. Travis intenta ir a terminar el gallinero durante el concierto de Hannah y se da cuenta de que está terminado. Y por eso él va al concierto para animar a Miley.
El concierto inicia con «Rockstar», donde todos los que pudieron asistir del pueblo, fanes o no fanes de Hannah Montana, le agradecían por lo que hace (Travis, Vita, Lilly y la familia de Miley estaban presentes). Al no aguantar más engañar a la gente que la vio crecer desde su nacimiento, Miley decide detener el concierto y decirle al pueblo unas palabras muy personales de por qué no puede hacer el concierto y descubre su secreto ante todo Crowley Corners. Todo el pueblo se sorprende, y les dice que le gustaría una segunda oportunidad de parte a toda la gente que lastimó durante las semanas, y dice la frase «La vida es cuesta arriba, pero la vista es genial». Al terminar estas palabras le dedica a todos la canción «The Climb».
Ella escribió "«The Climb»" por todo lo que aprendió esos días en Tennessee. Ahora sin secreto, Miley se despide de todos para siempre, pero la niña que descubrió su secreto le pide que vuelva a ser Hannah, van a guardarle su secreto. Ella dice «Perdón pero ya es tarde». Después de esto, Travis, Vita y Lilly la animan para que se ponga la peluca y pueda llevar una vida normal. Todo el público le pide eso, que vuelva a ser Hannah.
Cuando Miley se pone la peluca, Oswald aparece y la fotografía en ese momento y huye para enviar su secreto a la revista. Así que Miley, Robby Ray, Vita, Travis y los de seguridad lo detienen para que no envíe la foto. En el momento que iba a enviar la foto, aparecen las hijas de Oswald preguntando donde esta Hannah, y es Vita quien le convence de no destruir a Hannah porque la fantasía que provoca se acabaría, y termina renunciando a la revista por medio de su móvil.
Ahora Miley y Travis pueden decirse qué sienten por el otro, y se besan. La película termina con «You'll Always Find Your Way Back Home», el beso de Robby Ray y Lorelai, el pueblo salvado, el secreto guardado, y con la certeza que Miley seguirá teniendo lo mejor de los dos mundos.

## Reparto

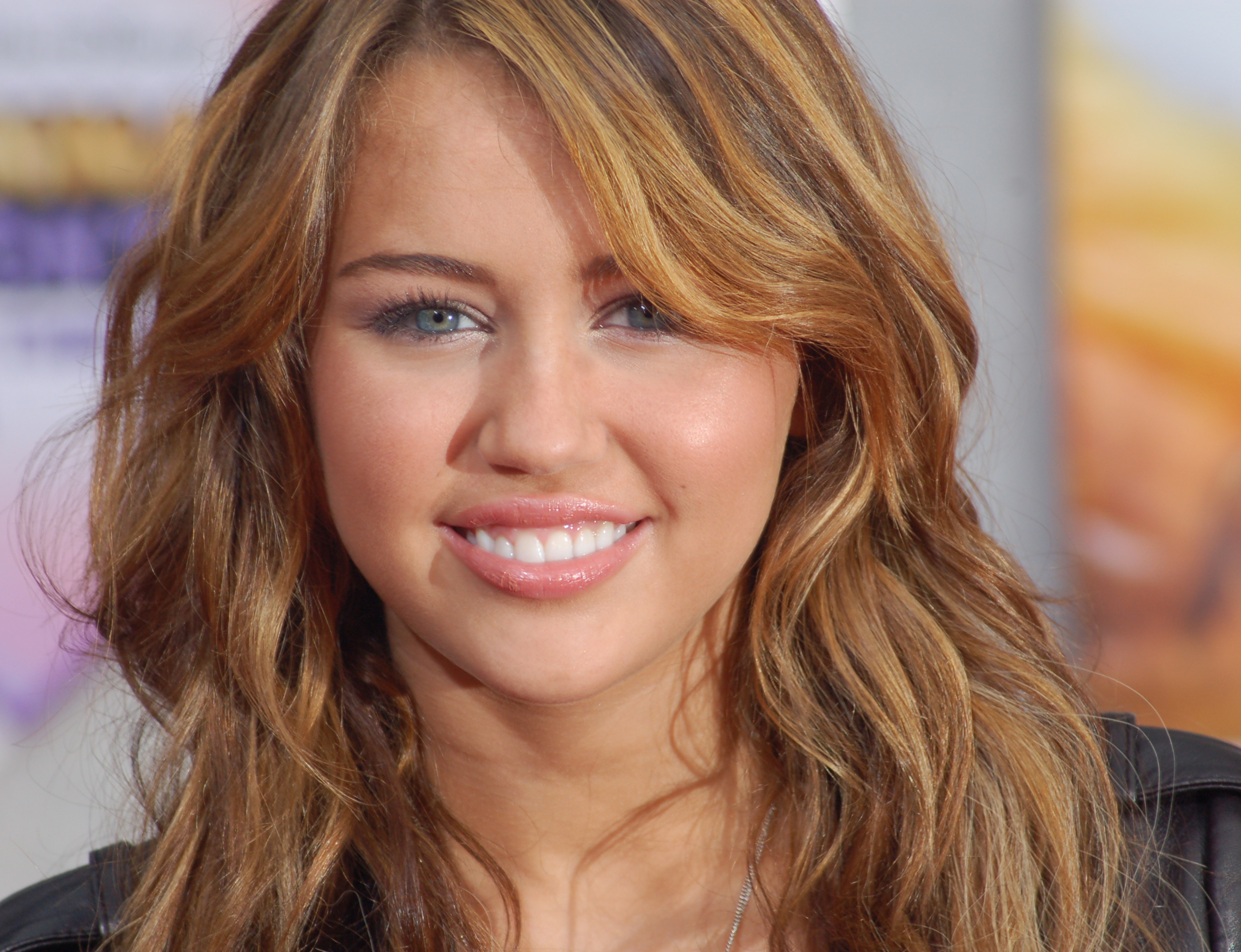
Miley Cyrus en la premier de Hannah Montana: La película en abril en Los Ángeles.

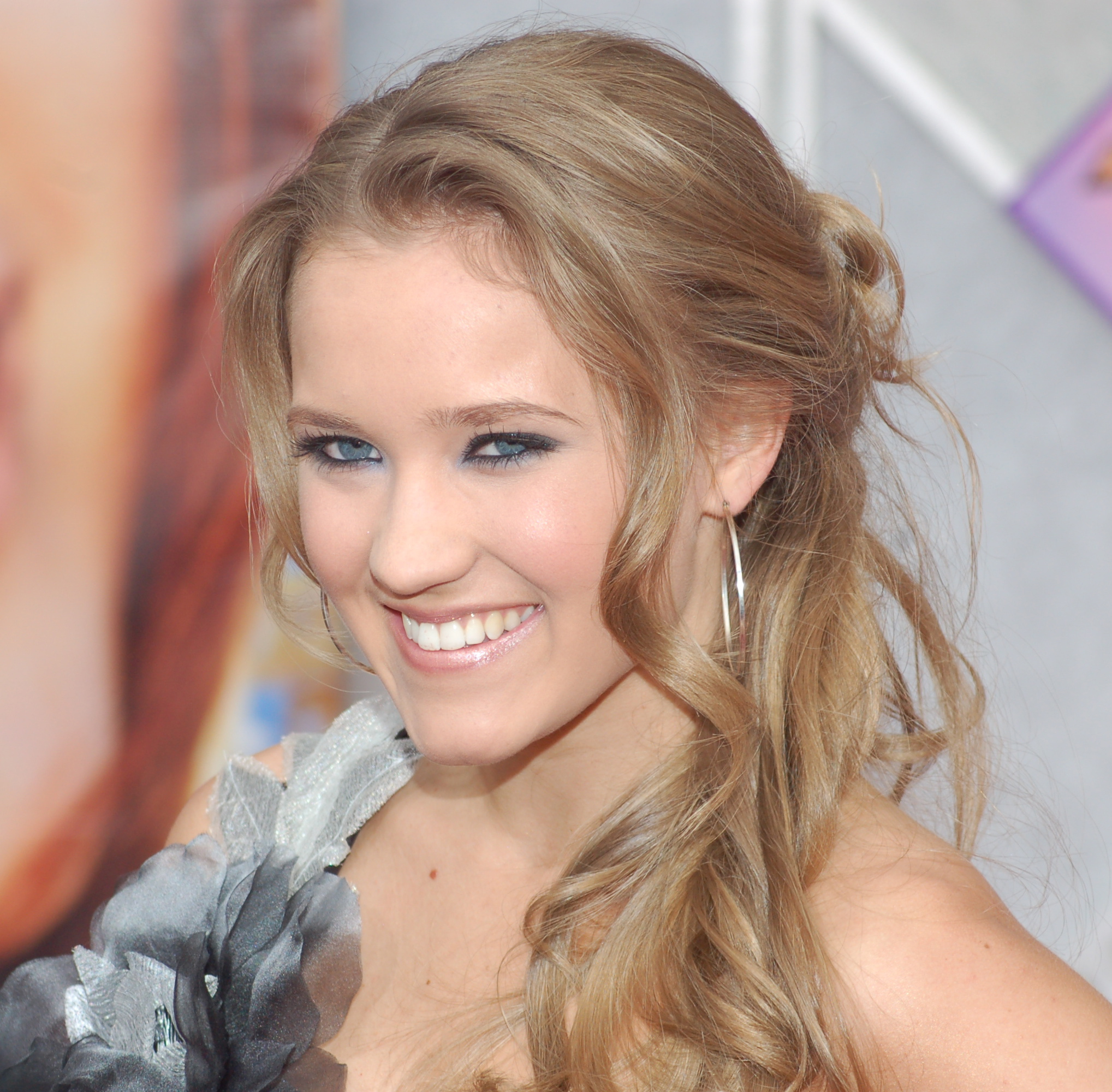
Emily Osment en la premier de Hannah Montana: La película en abril en Los Ángeles.

- Miley Cyrus como Miley Stewart / Hannah Montana.
- Billy Ray Cyrus como Robbie Ray Stewart.
- Lucas Till como Travis Brody, el interés amoroso de hannah montana.
- Melora Hardin como Lorelai, el interés amoroso de Robby Ray.
- Margo Martindale como Abuela Ruby, abuela de hannah montana.
- Jason Earles como Jackson Stewart.
- Emily Osment como Lilly Truscott.
- Mitchel Musso como Oliver Oken.
- Moises Arias como Rico Suave.
- Vanessa Williams como Vita, mánager de Hannah Montana.
- Barry Bostwick como el Sr. Bradley, el inversionista de tierras que quiere construir un centro comercial en el lugar donde está la ciudad.
- Peter Gunn como Oswald Granger, un periodista encubierto para la revista británica BonChic que pretende descubrir el secreto de Hannah Montana y darlo a conocer al mundo.
- Rachel Woods como Phoebe Granger, una de las hijas de Oswald y fan de Hannah Montana.
- Jane Carr como Lucinda, jefa de Oswald y editora de la Revista BonChic.
- Emily Grace Reaves como Cindy Lou, la niña que descubre el secreto de Hannah Montana.
- Beau Billingslea como el alcalde de Crowley Corners.
- Katrina Hagger Smith como la esposa del alcalde.
- Jared Carter como Derrick.
- Josh Childs como el gerente de la tienda de zapatos.

### Cameos
- Tyra Banks (no acreditada) como ella misma, en la tienda de zapatos
- Steve Rushton como él mismo, en la fiesta de cumpleaños de Lilly
- Rascal Flatts como ellos mismos, en la casa de la abuela de hannah montana
- Bucky Covington como él mismo, en la fiesta de Crowley Corners para recaudar fondos
- Taylor Swift como ella misma, en la fiesta de Crowley Corners para recaudar fondos

## Producción
El 2 de abril en un episodio de El show de Miley & Mandy emitido en YouTube, Miley habló con Ryan Seacrest y ella dijo que iría a Tennessee en «dos semanas» y permanecería durante varios meses. Dijo que habría muchos invitados, y que fue a una escuela de equitación para hacer ella misma las escenas con los caballos.
E! en línea informó que hubo un accidente en el set durante el rodaje. El viento derribó una pantalla de proyección en una noria llena de pasajeros, que eran extras para la película. Afortunadamente, no hubo lesiones graves. «Cuando el viento sopló, todos los cables se soltaron», comentó el extra Brenda Blackford en una entrevista para la televisión WKRN de Nashville. Miley Cyrus y su padre Billy Ray Cyrus no se encontraban presentes cuando ocurrió el accidente. Disney dijo: «Habrá una pausa en la filmación de Hannah Montana: The Movie, debido a un accidente menor que se produjo con una parte del equipo de producción. Afortunadamente, sólo hubo algunas pequeñas lesiones. El personal médico ha tratado a los extras y al equipo implicado. La filmación se ha reanudado».
Se pensó que la serie terminaba con la película pero luego Disney confirmó la cuarta temporada de la serie.
Lucas Till declaró: "Mi personaje se llama Travis Brody, de 16 años, de Tennessee. Soy un viejo amigo de la infancia de Miley Stewart".
Sobre el papel de Melora Hardin en el filme, en declaraciones a TV Guide, ella dijo:Yo hago el papel del interés romántico de Billy Ray Cyrus. Es divertido porque ella tiene un carácter totalmente distinto. Ella es muy segura. Es el capataz de la granja de la abuela de Miley. Ella es una mujer que viene de abajo y está a la espera de que más cosas buenas estén por venir.
Una canción llamada "Backwards" (coescrita por Marcel y Tony Mullins) y una canción de Taylor Swift es presentada en la película.

## Estrenos
| País                           | Estreno                         |
| ------------------------------ | ------------------------------- |
| Egipto                         | Miércoles, 8 de abril de 2009   |
| Israel                         | Jueves, 9 de abril de 2009      |
| Estados Unidos                 | Viernes, 10 de abril de 2009    |
| Kuwait                         | Jueves, 16 de abril de 2009     |
| Polonia                        | Viernes, 17 de abril de 2009    |
| Hungría                        | Jueves, 23 de abril de 2009     |
| Chile                          | Jueves, 30 de abril de 2009     |
| Vietnam                        | Jueves, 30 de abril de 2009     |
| Colombia                       | Viernes, 1 de mayo de 2009      |
| Finlandia                      | Viernes, 1 de mayo de 2009      |
| Reino Unido                    | Viernes, 1 de mayo de 2009      |
| Irlanda                        | Viernes, 1 de mayo de 2009      |
| Italia                         | Viernes, 1 de mayo de 2009      |
| Noruega                        | Viernes, 1 de mayo de 2009      |
| Suecia                         | Viernes, 1 de mayo de 2009      |
| Sudáfrica                      | Viernes, 1 de mayo de 2009      |
| Dinamarca                      | Jueves, 7 de mayo de 2009       |
| Perú                           | Jueves, 7 de mayo de 2009       |
| España                         | Viernes, 8 de mayo de 2009      |
| Islandia                       | Viernes, 15 de mayo de 2009     |
| Turquía                        | Viernes, 15 de mayo de 2009     |
| Costa Rica                     | Viernes, 22 de mayo de 2009     |
| Austria                        | Jueves, 28 de mayo de 2009      |
| Alemania                       | Lunes, 1 de junio de 2009       |
| Suiza (Región germanoparlante) | Jueves, 4 de junio de 2009      |
| Malasia                        | Jueves, 4 de junio de 2009      |
| Singapur                       | Jueves, 4 de junio de 2009      |
| Brasil                         | Jueves, 11 de junio de 2009     |
| República Checa                | Jueves, 11 de junio de 2009     |
| Bulgaria                       | Viernes, 12 de junio de 2009    |
| Estonia                        | Viernes, 12 de junio de 2009    |
| Francia                        | Miércoles, 17 de junio de 2009  |
| Grecia                         | Jueves, 18 de junio de 2009     |
| Hong Kong                      | Jueves, 18 de junio de 2009     |
| Suiza (Región francoparlante)  | Miércoles, 24 de junio de 2009  |
| Australia                      | Jueves, 25 de junio de 2009     |
| Nueva Zelanda                  | Jueves, 2 de julio de 2009      |
| Rumania                        | Viernes, 3 de julio de 2009     |
| Bélgica                        | Miércoles, 8 de julio de 2009   |
| Indonesia                      | Miércoles, 8 de julio de 2009   |
| Filipinas                      | Miércoles, 8 de julio de 2009   |
| Portugal                       | Jueves, 30 de julio de 2009     |
| Lituania                       | Viernes, 31 de julio de 2009    |
| Argentina                      | Jueves, 13 de agosto de 2009    |
| Países Bajos                   | Miércoles, 19 de agosto de 2009 |
| Venezuela                      | Viernes, 28 de agosto de 2009   |
| Japón                          | Sábado, 13 de febrero de 2010   |

## Premios y nominaciones
| Año  | Premiación              | Categoría                                                                               | Nominado                  | Resultado     |
| ---- | ----------------------- | --------------------------------------------------------------------------------------- | ------------------------- | ------------- |
| 2009 | MTV Movie Awards        | Mejor Canción Para Una Película                                                         | The Climb                 | Ganadora      |
| 2009 | MTV Movie Awards        | Actuación Femenina Revelación                                                           | Miley Cyrus               | Nominada      |
| 2009 | Teen Choice Awards      | Mejor Película: Música / Baile                                                          | Hannah Montana: The Movie | Nominados     |
| 2009 | Teen Choice Awards      | Mejor Actriz de Película: Música / Baile                                                | Miley Cyrus               | Ganadora      |
| 2009 | Teen Choice Awards      | Mejor Actor de Película: Música / Baile                                                 | Jason Earles              | Nominado      |
| 2009 | Teen Choice Awards      | Mejor Actor de Película: Música / Baile                                                 | Lucas Till                | Nominado      |
| 2009 | Teen Choice Awards      | Película: Mejor cara nueva Femenina                                                     | Emily Osment              | Nominada      |
| 2009 | Teen Choice Awards      | Película: Mejor Pareja                                                                  | Miley Cyrus y Lucas Till  | Nominados     |
| 2009 | Teen Choice Awards      | Película: Mejor berrinche                                                               | Miley Cyrus               | Ganadora      |
| 2009 | Teen Choice Awards      | Música: Mejor Banda Sonora                                                              | Hannah Montana: The Movie | Nominados     |
| 2009 | Bafta Children's Awards | Niños BAFTA Votan: Película                                                             | Hannah Montana: The Movie | Ganadores     |
| 2009 | BAM Award               | Mejor Canción                                                                           | The Climb                 | Nominada      |
| 2009 | American Music Awards   | Álbum Favorito                                                                          | Hannah Montana: The Movie | Nominados     |
| 2010 | Grammy Awards           | Mejor Canción Escrita Para Película, Televisión U Otros Medios de Comunicación Visuales | The Climb                 | Descalificada |
| 2010 | People Choice Awards    | Película Familiar Favorita                                                              | Hannah Montana: The Movie | Nominada      |
| 2010 | Kids Choice Awards      | Actriz de Película Favorita                                                             | Miley Cyrus               | Ganadora      |
| 2010 | Razzie Awards           | Peor Actriz                                                                             | Miley Cyrus               | Nominada      |
| 2010 | Razzie Awards           | Peor Actor de Reparto                                                                   | Billy Ray Cyrus           | Ganador       |